# 얼 빌링스

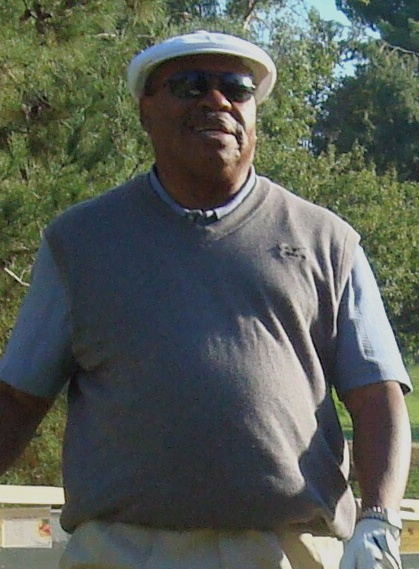

얼 빌링스(Earl Billings, 1945년 7월 4일 ~ )는 미국의 배우이다.
클리블랜드에서 태어났다.

## 출연 작품
- 고스넬: 더 트라이얼 오브 아메리카 비게스트 시리얼 킬러 (2018년)
- 미스 가이디드 (2008년) - 필 허피 역
- 시니어 스킵 데이 (2008년)
- 땡큐 포 스모킹 (2005년)
- 팻 알버트 (2004년)
- 미스터 3000 (2004년) - 레니 코론 역
- 아메리칸 스플렌더 (2003년)
- 앤트원 피셔 (2002년)
- 페릴 (1997년)
- 콘 에어 (1997년)
- 라저 댄 라이프 (1996년)
- 더 팬 (1996년)
- 크림슨 타이드 (1995년)
- 나일스 (1992년)
- 광란의 오후 (1992년)
- 블루스 브라더스 2 (1989년)
- 잠복근무 (1987년)
- 캠퍼스 히어로 (1986, The George McKenna Story)

### 텔레비전
- 뿌리 - 그 다음 세대 (1979년)
- 미녀 첩보원 (1985-86, Scarecrow and Mrs. King)
- 시카고 메디컬 (1994년)